# Daniel Legrand

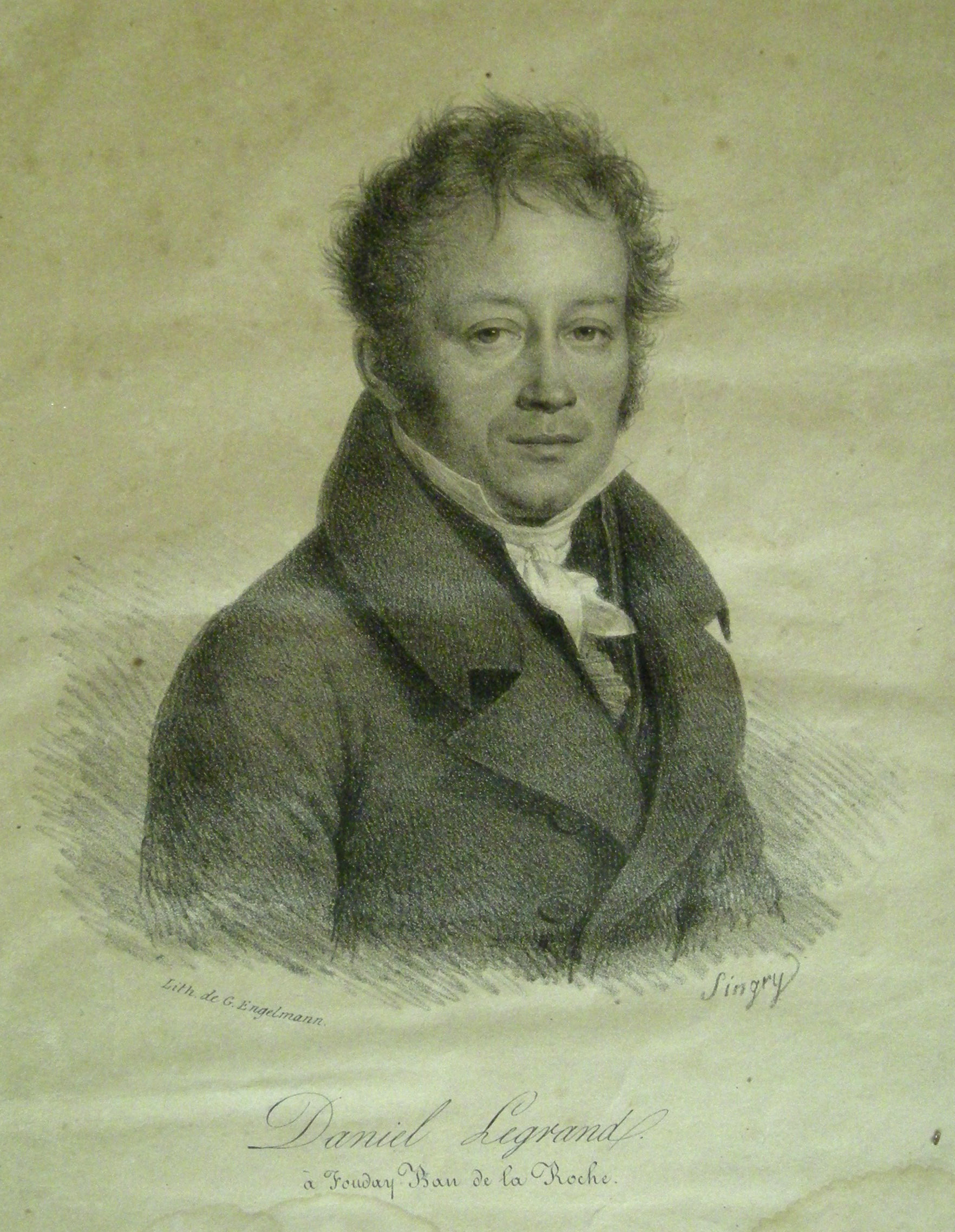
Daniel Legrand

Daniel Legrand (* 1783; † 1859) war ein Industrieller und Philanthrop Schweizer Herkunft. Er gehörte der reformierten Kirche an.  Er gilt als wichtiger  Vorläufer des Internationalen Arbeitsrechts.

## Leben
Daniel Legrand wurde 1783 als Sohn des Schweizer Industriellen und Politikers Johann Lukas Legrand geboren. Dieser hatte sich auf Einladung des Pfarrers Johann Friedrich Oberlin in dem Dorf Fouday niedergelassen und dort eine Band-Fabrik gegründet. Sein Sohn Daniel übernahm die Fabrik  und setzte ebenfalls Oberlins soziales und pädagogisches Engagement fort. Daniel Legrand setzte sich insbesondere für den Schutz der in Manufakturen arbeitenden Kinder ein.  Er wollte  in den Manufakturen und Fabriken den Sinn der Menschen für die  Moral  wecken und wies dabei darauf hin, dass das Familienleben der Arbeiter  gewürdigt und respektiert werden müsste. Mit großer Ehrlichkeit deckte  er  Missstände seiner Zeit  auf und prangerte sie an. So gab er zu verstehen, dass der Lohn der Väter gesenkt werden konnte, sobald die Kinder ihren Lebensunterhalt zum Teil selbst verdienten. Die Kinderarbeit führte demzufolge zu keiner Erhöhung des Einkommens der armen Bevölkerungsschichten, sondern zu einer Erhöhung der Arbeit. Daniel Legrand nahm Kontakte zu einflussreichen politischen Persönlichkeiten in Frankreich und im Ausland auf und  trug  dazu bei, dass am 22. März 1841 in Frankreich ein Gesetz  erlassen wurde, das die Basis für eine Reglementierung der Kinderarbeit legte. Das Gesetz blieb jedoch bezüglich der Dauer und der Bedingungen der Kinderarbeit weit hinter den Erwartungen Daniel Legrands  zurück. Aber er konnte Industrielle aus der Vallée de la Bruche für seine Ideen gewinnen, und so durften in deren Fabriken  Kinder nicht unter dem Alter von 12 Jahren arbeiten. Die Kinder  erhielten außerdem bis zum Alter von 16 Jahren Schulunterricht. In dem Gesetz aus dem Jahr 1841 war ein solcher Unterricht nur bis zum Alter von 12 Jahren vorgesehen. Daniel Legrand gründete in Ban de la Roche (deutsch Steintal) ebenfalls eine Schule für Kleinkinder. Er war auch der Autor eines Gesetzentwurfs mit dem Titel Entwurf für ein Internationales Gesetz zur Manufakturarbeit innerhalb der  sechs  wöchentlichen Arbeitstage.  Dieses Gesetz sollte den Schutz aller arbeitenden Minderjährigen gewährleisten. Doch wurden Daniel Legrands Forderungen nicht zu seinen Lebzeiten, sondern erst 1919 mit der Gründung der Internationalen Arbeitsorganisation verwirklicht.
Daniel Legrand wurde neben seiner Frau Adèle Scherrer auf dem Friedhof von Fouday  nicht weit von dem Grab Johann Friedrich Oberlins beerdigt. Am 2. September 1928 wurde in demselben Ort eine Gedenktafel zu Ehren von Daniel Legrand eingeweiht.
Im Centre William Rappard, dem früheren Sitz der Internationalen Arbeitsorganisation, ist im Eingangsraum eine Gedenkplakette angebracht.